# Гейсман Олександр Фаустинович
Олекса́ндр Фаусти́нович (Фа́устович, Фа́встович) Ге́йсман (рос. Александр Фаустинович Гейсман; * 1815, Кам'янець-Подільський — † березень 1859) — російський економіст, поліглот. Батько військового письменника, генерал-лейтенанта Платона Гейсмана.

## Біографія
Правнук підполковника Івана Івановича Гейсмана, начальника загону в першу польську війну російської імператриці Катерини II. Рід Гейсмана, що походив від фламандського роду Гейсманс (Huysmans), було занесено до родовідної дворянської книги Подільської губернії.
Олександр Гейсман навчався спочатку в Київському, а потім у Казанському університетах. 1840 року зі ступенем кандадата закінчив філософський факультет Казанського університету.
Закінчивши університетський курс, працював старшим учителем історії та статистики Новгородської гімназії . Відслуживши потрібну кількість років у чині колезького асесора, вийшов у відставку. 1848 року надав у Київський університет дисертацію «Про суть основного фізіократичного вчення та про значення його в історії політичної економії» (рос. «О сущности основного физиократического учения и о значении его в истории политической экономии»). Після успішного захисту дисертації Гейсману 22 квітня 1849 року надали ступінь магістра політичної економії та статистики. Після цього Олександр Фаустинович повернувся на батьківщину, де готувався до того, щоб посісти професорську кафедру.
У 1850-х роках Гейсман був співробітником свого друга Івана Вернадського, який у Санкт-Петербурзі видавав журнал «Экономический указатель». У статтях і фейлетонах, що друкувалися в цьому виданні, Олександр Фаустинович дуже мальовничо зображував економічні відносини та особливо побут поміщиків Поділля. Деякі читачі впізнавали себе в дійових особах цих своєрідних картинок, але не дратувалися, оскільки описи не містили образ, були добродушними. Тому до Гейсмана ставилися з великою повагою в колі подільської інтелігенції (не було винятком і польське дворянство Поділля). Особливо це проявилося під час підготовчих робіт на місцях перед звільненням селян. Редакційна комісія подільського дворянського комітету з поліпшення побуту селян, що належали поміщикам, зважаючи на «відмінні здібності та досвідченість» Олександра Фаустиновича, запропонувала йому посісти посаду діловода у цьому комітеті, на що Гейсман дав згоду. Виконавши необхідну роботу в губернському комітеті, Олександр Фаустинович мав відбути з доповіддю в Київ, а далі в Петербург, але цьому завадила його смерть у березні 1859 року.
Гейсман знав вісім мов — латинську, грецьку, російську, польську, французьку, німецьку, італійську та англійську.
Як зазначає «Російський біографічний словник», який з 1896 року видавав Олександр Половцов, перед Гейсманом «відкривалося широке поле діяльності на урядовій чи громадській службі або на професорській кафедрі. Смерть його була особливо відчутною для Поділля, де було ще надто мало людей із широким кругозором, які вважали все російське своїм, а не чужим, а ще менше було тих, хто писав і друкував свої праці російською мовою».

## Публікації
- Гейсман. Подольская Гаванна: Письмо из Каменец-Подольска // Московские ведомости. — 1851. — № 146.

## Інтернет-русурси
- Біографія.ру. Гейсман Олександр Фаустинович // Російський біографічний словник Половцова [Архівовано 29 вересня 2011 у Wayback Machine.](рос.)
- Гейсмани // Енциклопедичний словник Брокгауза та Єфрона [Архівовано 12 березня 2007 у Wayback Machine.](рос.)